# Съливан (окръг, Тенеси)
Окръг Съливан (на английски: Sullivan County) е окръг в щата Тенеси, Съединени американски щати. Площта му е 1114 km², а населението – 153 048 души (2000). Административен център е населеното място Блаунтвил.